# Miltochrista elongata
Miltochrista elongata là một loài bướm đêm thuộc phân họ Arctiinae, họ Erebidae.